# Maudsley-Familientherapie
Die Maudsley-Familientherapie, auch bekannt als familienbasierte Therapie (FBT, engl. Family-Based Treatment) oder Maudsley-Methode, ist eine Familientherapie zur Behandlung von Anorexia nervosa, die von Christopher Dare und Kollegen am Maudsley Hospital in London entwickelt wurde. An 80 Anorexie-Patientinnen wurde ein Vergleich zwischen Familien- und Einzeltherapie durchgeführt. Die Studie zeigte, dass die Familientherapie bei Patientinnen unter 18 Jahren und innerhalb von drei Jahren nach Ausbruch der Krankheit der wirksamere Ansatz war. Spätere Forschungen bestätigten die Wirksamkeit der familienbasierten Behandlung bei Jugendlichen mit Anorexia nervosa. Die familienbasierte Behandlung wurde für Bulimia nervosa angepasst und zeigte vielversprechende Ergebnisse in einer randomisierten kontrollierten Studie, in der sie mit unterstützender Einzeltherapie verglichen wurde.
Die Maudsley-Familientherapie (familienbasierte Therapie) ist ein evidenzbasierter Ansatz für die Behandlung von Anorexia nervosa und Bulimia nervosa, dessen Wirksamkeit durch empirische Forschung belegt ist und in Deutschland wird diese in der S3-Leitlinie "Diagnostik und Behandlung der Essstörungen" für Kinder und Jugendliche als erste Wahl empfohlen.

## Phasen der Behandlung
Die Maudsley-Methode durchläuft drei klar definierte Phasen. Der Prozess ist in 15–20 Behandlungssitzungen unterteilt und dauert etwa 12 Monate. Daniel Le Grange,  und James Lock,  beschreiben die Behandlung wie folgt:
"Der Maudsley-Ansatz kann im Wesentlichen als eine intensive ambulante Behandlung verstanden werden, bei der die Eltern eine aktive und positive Rolle spielen, um dabei zu helfen: (a) das Gewicht ihres Kindes wieder auf ein normales Niveau zu bringen, das angesichts des Alters und der Größe ihres Kindes zu erwarten ist, (b) die Kontrolle über das Essen an den Jugendlichen zurückzugeben und (c) die Förderung einer normalen jugendlichen Entwicklung durch Setzen von altersgemäßen Grenzen für ihr Kind.
Die eher "traditionelle" Behandlung von AN legt nahe, dass die Bemühungen des Arztes auf den Einzelnen ausgerichtet sein sollten. Strenge Befürworter einer ausschließlich individuellen Behandlung werden darauf bestehen, dass die Beteiligung der Eltern, in welcher Form auch immer, bestenfalls unnötig ist, im schlimmsten Fall aber eine Einmischung in den Genesungsprozess darstellt. Tatsächlich würden viele Befürworter dieses Ansatzes "familiäre Probleme" als Teil der Ätiologie der AN betrachten. Zweifellos kann diese Sichtweise dazu beitragen, dass Eltern sich für die Krankheit ihres Kindes verantwortlich fühlen. Die Maudsley-Methode lehnt die Vorstellung ab, dass Familien pathologisch sind oder für die Entwicklung von AN verantwortlich gemacht werden sollten. Im Gegenteil, die Maudsley-Methode betrachtet die Eltern als eine Ressource und als wesentlich für eine erfolgreiche Behandlung der AN.

### Phase I: Wiederherstellung des Gewichts
In Phase I ("Gewichtswiederherstellung") konzentriert sich die Therapie auf die Folgen der Magersucht bedingten Mangel- bzw. Unterernährung, z. B. Veränderungen des Wachstumshormonspiegels, Herzfunktionsstörungen und Verhaltensauffälligkeiten. Der Therapeut beurteilt das typische Interaktionsmuster und die Essgewohnheiten der Familie und unterstützt die Familie bei der Wiederherstellung der Ernährung ihres Kindes. Dazu kann es gehören, die Beziehungen des Patienten zu seinen Geschwistern und Gleichaltrigen wiederherzustellen. In der Regel nimmt der Therapeut in dieser Phase an einer Familienmahlzeit teil. Die Teilnahme an einer Familienmahlzeit erfüllt mindestens zwei Funktionen: (1) Sie ermöglicht es dem Therapeuten, die typischen Interaktionsmuster der Familie im Zusammenhang mit dem Essen zu beobachten, und (2) sie bietet dem Therapeuten die Möglichkeit, die Familie dabei zu unterstützen, ihren jugendlichen Patienten zu ermutigen, eine ausreichende Menge an Nahrung zu sich zu nehmen.
Der Therapeut hat in der Phase I die Aufgabe, die Eltern zu coachen, den Jugendlichen zu unterstützen und ihn wieder mit seinen Geschwistern und Gleichaltrigen zusammenzubringen. Die Eltern werden angeleitet, eine Haltung einzunehmen, die der eines stationären Pflegeteams ähnelt (manchmal auch als "Klinik zu Hause" bezeichnet). Das heißt, die Eltern sollen Sympathie und Verständnis für die Ambivalenz des Jugendlichen in Bezug auf die Essstörung aufbringen, aber gleichzeitig an ihrer Erwartung festhalten, dass der Jugendliche daran arbeitet, wieder ein gesundes Gewicht zu erreichen. Die Neuausrichtung des Jugendlichen auf seine Geschwister und Gleichaltrigen beinhaltet die Unterstützung des Jugendlichen bei der Bildung stärkerer und altersgerechterer Beziehungen. Dies ist in der Adoleszenz von entscheidender Bedeutung, da Geschwister- und Gleichaltrigenbeziehungen für den Patienten zentraler sind als Eltern-Kind-Beziehungen. Solche neu ausgerichteten Beziehungen verringern die Möglichkeit, dass sich die Beziehung zwischen Patienten und Eltern zu einer Beziehung zurückentwickelt, die von altersunangemessener Abhängigkeit geprägt ist.
Während dieser Phase muss der Therapeut die elterliche Kritik an dem Jugendlichen vorwegnehmen und verhindern. Dies wird zum Teil dadurch erreicht, dass er den Eltern eine unkritische Haltung gegenüber dem Jugendlichen vorlebt. Dies ist ein Grundsatz des Maudsley-Ansatzes: Der Jugendliche trägt keine Schuld an seinem essgestörten Verhalten, da es sich bei diesem Verhalten um Symptome handelt, auf die der Jugendliche keinen Einfluss hat.

### Phase II: Rückgabe der Kontrolle über das Essen an den Heranwachsenden
Die Akzeptanz der elterlichen Forderung nach vermehrter Nahrungsaufnahme durch den Patienten, eine stetige Gewichtszunahme sowie ein Stimmungswandel in der Familie (d. h. Erleichterung darüber, die Kontrolle über die Essstörung übernommen zu haben) signalisieren den Beginn von Phase II der Behandlung.
In dieser Phase der Behandlung geht es darum, die Eltern zu ermutigen, ihrem Kind zu helfen, wieder mehr Kontrolle über das Essen zu erlangen. Der Therapeut rät den Eltern zu akzeptieren, dass die Hauptaufgabe darin besteht, ihr Kind wieder körperlich gesund zu machen, und dass dies nun meist auf eine Weise geschieht, die dem Alter des Kindes und ihrem Erziehungsstil entspricht. Obwohl die Symptome in den Gesprächen zwischen dem Therapeuten und der Familie weiterhin im Mittelpunkt stehen, wird eine Gewichtszunahme bei minimalen Spannungen gefördert. Darüber hinaus können nun alle anderen allgemeinen Beziehungsprobleme der Familie oder Schwierigkeiten bezogen auf die alltäglichen Sorgen der Jugendlichen oder der Eltern, die die Familie aufschieben musste, zur Sprache gebracht werden. Dies geschieht jedoch nur in Bezug auf die Auswirkungen, die diese Themen auf die Eltern bei ihrer Aufgabe haben, eine stetige Gewichtszunahme sicherzustellen. Die Patientin möchte zum Beispiel mit ihren Freundinnen essen und ins Kino gehen. Da die Eltern jedoch noch nicht sicher sind, ob ihr Kind von sich aus essen würde, könnten sie verlangen, dass sie mit den Eltern zu Abend essen und anschließend mit Freunden ins Kino gehen dürfen.

### Phase III: Etablierung einer gesunden jugendlichen Identität
Phase III wird eingeleitet, wenn der Jugendliche in der Lage ist, sein Gewicht aus eigener Kraft über 95 % seines Idealgewichts zu halten, und das restriktive Essverhalten beendet hat.
Der Schwerpunkt der Behandlung verlagert sich nun auf die Auswirkungen der Essstörung auf die Person, die eine gesunde jugendliche Identität aufbaut. Dies beinhaltet eine Überprüfung zentraler Themen der Adoleszenz und schließt die Unterstützung einer größeren persönlichen Autonomie des Jugendlichen, die Entwicklung angemessener elterlicher Grenzen sowie die Notwendigkeit für die Eltern ein, ihr gemeinsames Leben nach dem voraussichtlichen Auszug ihrer Kinder neu zu organisieren."

## Wissenschaftliche Belege
Bislang wurden vier randomisierte kontrollierte Studien zur Maudsley-Familientherapie durchgeführt. Die erste (Russell et al., 1987) verglich das Maudsley-Modell mit einer Einzeltherapie und stellte fest, dass die familienbasierte Behandlung bei Patienten unter 19 Jahren mit einer Krankheitsdauer von weniger als drei Jahren wirksamer war. Neunzig Prozent dieser Patienten erreichten am Ende der Behandlung ein normales Gewicht oder die Rückkehr der Menstruation, auch bei einem Follow-up nach fünf Jahren (Eisler et al., 1997). In zwei weiteren randomisierten Studien wurde die Standard-Maudsley-Behandlung mit einer modifizierten Version verglichen, bei der Patienten und Eltern getrennt behandelt wurden (Le Grange et al. 1992, Eisler et al., 2000). In diesen Studien erreichten etwa 70 % der Patientinnen am Ende der Behandlung wieder ein normales Körpergewicht (>90 % des Körpergewichts) oder ihre Menstruation kehrte zurück, unabhängig davon, welche Version des Modells angewandt wurde. Die Ergebnisse einer neueren randomisierten kontrollierten Studie deuten darauf hin, dass die Ergebnisse mit der Manualisierung des Maudsley-Ansatzes beibehalten werden (Lock & Le Grange, 2001). Es gibt auch Hinweise darauf, dass eine kurze (sechs Monate) und eine lange (ein Jahr) Behandlung zu ähnlich positiven Ergebnissen führt (Lock et al., 2005). Schließlich scheinen die Ergebnisse einer familienbasierten Behandlung für Kinder (9–12 Jahre) ebenso positiv zu sein wie für Jugendliche (Lock et al., 2006).